# Francisco Madeira Lopes
Francisco Miguel Baudoin Madeira Lopes (2 de janeiro de 1975) é um advogado e deputado português, eleito nas listas da Coligação Democrática Unitária (CDU) em representação do Partido Ecologista "Os Verdes" nas IX e X legislaturas. Foi candidato à Presidência da Câmara Municipal de Santarém nas eleições autárquicas de 2013, tendo recuperado para a CDU um lugar na vereação desta autarquia.